# Get the Balance Right!
«Get the Balance Right!» (en español, ¡Obtén el balance correcto!) es el séptimo disco sencillo del grupo inglés de música electrónica, Depeche Mode. No corresponde a ningún álbum y fue publicado en 7 y en 12 pulgadas en 1983.
Get the Balance Right! es una canción compuesta por Martin Gore, quien después llegó a hacer comentarios poco benevolentes de la misma, razón por la cual sencillamente dejó de ser incluida en los conciertos del grupo. El dato más llamativo alrededor del sencillo es que fue el primero grabado por el grupo con Alan Wilder oficialmente como su cuarto miembro, quien además con Gore coescribió The Great Outdoors!, el tema instrumental que aparece como lado B.
Antecedió la publicación ese mismo año del álbum Construction Time Again.

## Descripción
Get the Balance Right! es una función meramente experimental de Depeche Mode, anticipando el lanzamiento del que sería considerado el primer álbum verdaderamente importante de su carrera. Construction Time Again de 1983, que se distinguiría por su sonido inserto en la corriente de la música industrial surgida en Alemania, sin embargo este tema no lograría sentar aquel sonido industrial, más bien era como una prueba empírica de hacer música electrónica con los elementos disponibles en un sintetizador en las notaciones más agudas.
Aunque bastante rítmica, lo más llamativo fue su letra pretenciosamente profunda, como dirigida a un jovenzuelo o a un pequeño hijo al que hay que enseñar todo lo bueno y prepararlo para las cosas malas de la vida.
En portada del sencillo, el nombre aparece como Get the Balance Right!, con el signo de exclamación, pero en las bases de datos de DM y en las únicas compilaciones en donde se ha incluido aparece siempre sin el signo de exclamación. El tema The Great Outdoors! del mismo modo aparece con signo de exclamación.

## Formatos
En disco de vinilo
7 pulgadas Mute 7 BONG 2  Get the Balance Right!
| Lado A |                          |          |  |
| N.º    | Título                   | Duración |  |
| 1.     | «Get the Balance Right!» | 3:12     |  |

| Lado B |                       |          |  |
| N.º    | Título                | Duración |  |
| 1.     | «The Great Outdoors!» | 5:01     |  |

12 pulgadas Mute 12 BONG 2  Get the Balance Right! Combination Mix
| Lado A |                                            |          |  |
| N.º    | Título                                     | Duración |  |
| 1.     | «Get the Balance Right!» (Combination Mix) | 7:57     |  |

| Lado B |                                                                                |          |  |
| N.º    | Título                                                                         | Duración |  |
| 1.     | «The Great Outdoors!»                                                          | 5:01     |  |
| 2.     | «Tora! Tora! Tora!» (en vivo el 25 de octubre de 1982 en Hammersmith, Londres) | 4:00     |  |

12 pulgadas Mute L12 BONG 2  Get the Balance Right and live tracks
| Lado de estudio |                         |          |  |
| N.º             | Título                  | Duración |  |
| 1.              | «Get the Balance Right» | 3:12     |  |

| Lado en vivo |                                                                                |          |  |
| N.º          | Título                                                                         | Duración |  |
| 1.           | «My Secret Garden» (en vivo el 25 de octubre de 1982 en Hammersmith, Londres)  | 7:28     |  |
| 2.           | «See You» (en vivo el 25 de octubre de 1982 en Hammersmith, Londres)           | 4:11     |  |
| 3.           | «Satellite» (en vivo el 25 de octubre de 1982 en Hammersmith, Londres)         | 4:28     |  |
| 4.           | «Tora! Tora! Tora!» (en vivo el 25 de octubre de 1982 en Hammersmith, Londres) | 4:00     |  |

12 pulgadas Sire 29704-0  Get the Balance Right! Combination Mix
| Lado 1 |                                            |          |  |
| N.º    | Título                                     | Duración |  |
| 1.     | «Get the Balance Right!» (Combination Mix) | 7:56     |  |

| Lado 2 |                                                     |          |  |
| N.º    | Título                                              | Duración |  |
| 1.     | «The Great Outdoors! / Tora! Tora! Tora!» (en vivo) | 9:15     |  |
| 2.     | «Get the Balance Right!» (Edited Mix)               | 3:10     |  |

CD 1991
Para 1991, Get the Balance Right! se publicó en formato digital dada su inclusión en la colección The Singles Boxes 1-3 de ese año.
| Mute CD BONG 2 Get the Balance Right! Combination Mix |                                                                                |          |  |
| N.º                                                   | Título                                                                         | Duración |  |
| 1.                                                    | «Get the Balance Right!»                                                       | 3:13     |  |
| 2.                                                    | «The Great Outdoors!»                                                          | 5:02     |  |
| 3.                                                    | «Get the Balance Right!» (Combination Mix)                                     | 4:28     |  |
| 4.                                                    | «Tora! Tora! Tora!» (en vivo el 25 de octubre de 1982 en Hammersmith, Londres) | 4:13     |  |

## Vídeo promocional
El primer dato sobre el vídeo de '"Get the Balance Right!" es que durante 33 años no se reveló formalmente el nombre del director que lo llevó a cabo. Alan Wilder, quien abandonó el grupo en 1995, declaró que había sido Kevin Hewitt, lo cual, aunque no se negó, tampoco fue confirmado en ese momento; no fue sino hasta 2016, cuando se formalizó el lanzamiento de la colección Video Singles Collection que en el anuncio oficial se confirmó que Hewitt efectivamente fue el director del vídeo.
El video muestra evidentes errores hacia Depeche Mode, el más notorio, el desconocimiento de quien era el cantante, por lo cual los cuatro integrantes aparecen llevando la voz principal, además en el video se muestra una imagen muy lúdica de Depeche Mode. El director, según se sabe, pensó en principio que Alan Wilder era el cantante, y en el resto del grupo se sintieron apenados de aclararle el error.
Sumamente insatisfechos con el resultado del video de "Get the Balance Right!", los miembros de Depeche Mode no lo incluyeron en ninguna colección de videos, ni siquiera en la clásica colección de 1985 Some Great Videos, donde se contienen los videos de los primeros cinco años del grupo. Hasta Video Singles Collection de 2016, 33 años después de su publicación, el vídeo de "Get the Balance Right!" fue incluido por primera vez en un lanzamiento oficial de DM.

## En directo
Get the Balance Right! se tocó en escenarios sólo durante dos giras, el Broken Frame Tour y seguidamente en el Construction Tour, después de las cuales sería relegado por temas más sofisticados. Del mismo modo, The Great Outdoors se empleó como introducción para algunos conciertos de esa gira luego de que se perdiera el intro original Oberkorn (It's a Small Town).

## Versión de Marsheaux
En 2017, el dueto griego tributario de Depeche Mode, Marsheaux, publicó su propia versión de Get the Balance Right!, incluso del lado B The Great Outdoors!, sin el signo de interrogación en su título, en formato de un EP limitado a Europa en sus ediciones físicas, con su nombre estilizado como Marshe Aux.

| Get the Balance Right |                                                                                        |          |  |
| N.º                   | Título                                                                                 | Duración |  |
| 1.                    | «Get the Balance Right»                                                                | 3:22     |  |
| 2.                    | «Get the Balance Right» (versión en piano)                                             | 3:10     |  |
| 3.                    | «The Great Outdoors»                                                                   | 4:15     |  |
| 4.                    | «Now This is Fun» (en vivo en el Electronic Summer Gothenburg el 29 de agosto de 2015) | 4:43     |  |
| 5.                    | «Now This is Fun» (versión The Eagle Has Landed)                                       | 4:32     |  |